# Barela parvisaccata
Barela parvisaccata är en insektsart som beskrevs av Young 1957. Barela parvisaccata ingår i släktet Barela och familjen dvärgstritar. Inga underarter finns listade i Catalogue of Life.